# Dreieck Süderelbe
Dreieck Süderelbe is een knooppunt in de Duitse deelstaat Hamburg.
Op dit half-sterknooppunt ten westen van de Süderelbe kruist de A26 Stade-Hamburg de A7 Flensburg-Füssen.